# Piotr (biskup Szibin al-Kanatir)
Piotr (ur. 14 sierpnia 1947) – duchowny Koptyjskiego Kościoła Ortodoksyjnego, od 2009 biskup Szibin al-Kanatir.

## Życiorys
24 czerwca 1978 złożył śluby zakonne w monasterze św. Menasa. Święcenia kapłańskie przyjął 3 stycznia 2003. Sakrę biskupią otrzymał 7 czerwca 2009 jako biskup Szibin al-Kanatir.